# Ел Хоруйо
Ел Хоруйо (на испански: El Jorullo) е цилиндричен вулкан в щата Мичоакан, Централно Мексико. Намира се на югозападния склон на централното плато, на 53 километра от Уруапан. Част е от Трансмексиканския вулканичен пояс. Той и Парикутин са двата вулкана, които са възникнали в новата история на страната.
На 29 септември 1759 земетресение разтърсва района, предхождайки 15-годишен период от постоянни изригвания. Последното изригване е от 1958 година, след което вулканът утихва.